# Plaesianillus
Plaesianillus Simon, 1926 è un genere di ragni appartenente alla famiglia Linyphiidae.

## Distribuzione
L'unica specie oggi attribuita a questo genere è stata reperita in Francia.

## Tassonomia
A giugno 2012, si compone di una specie:
- Plaesianillus cyclops (Simon, 1881)[3] — Francia